# Alexandria Bay
Alexandria Bay is een plaats (village) in de Amerikaanse staat New York, en valt bestuurlijk gezien onder Jefferson County.

## Demografie
Bij de volkstelling in 2000 werd het aantal inwoners vastgesteld op 1088.
In 2006 is het aantal inwoners door het United States Census Bureau geschat op 1083, een daling van 5 (-0,5%).

## Geografie
Volgens het United States Census Bureau beslaat de plaats een oppervlakte van
3,9 km², waarvan 1,9 km² land en 2,0 km² water. Alexandria Bay ligt op ongeveer 84 m boven zeeniveau.

## Plaatsen in de nabije omgeving
De onderstaande figuur toont nabijgelegen plaatsen in een straal van 24 km rond Alexandria Bay.